# 杉浦昌弘
杉浦 昌弘（すぎうら まさひろ、1936年9月25日 - ）は、日本の植物分子生物学者・植物分子遺伝学者。学位は、理学博士（名古屋大学・論文博士・1967年）（学位論文「無細胞系におけるバクテリオファージφ×174の遺伝情報の発現」）。名古屋大学特別教授。名古屋大学名誉教授、名古屋市立大学名誉教授。

## 来歴
愛知県岡崎市出身。小学校から高校卒業まで幸田町で過ごした。
双子葉植物であるタバコを用いて、1986年に植物葉緑体ゲノムの全塩基配列を世界で初めて決定した業績で世界で広く知られる。その後、単子葉植物のイネ葉緑体ゲノム、裸子植物のクロマツ葉緑体ゲノム、藻類のクロレラ葉緑体ゲノムの全塩基配列を決定。また、試験管内(in vitro)で活性のある葉緑体DNAの転写・翻訳系を開発した事でも知られる。
分子生物学の最新手法を植物研究にいち早く適用し、日本の植物分子生物学の先駆者として位置づけられる。ゲノムと言う言葉が一般的になっていなかった時代から、ゲノムの全塩基配列決定に重要な意味がある事を認識し、葉緑体遺伝子とその発現に関する研究で多大な成果を上げている。以上の功績により名古屋大学から特別教授の称号を与えられた。
共同研究者として理化学研究所プラントサイエンスセンター長の篠崎一雄、農業生物資源研究所遺伝子組換え開発センター長の高岩文雄、東京大学教授の篠崎和子、東京理科大学教授の島田浩章、名古屋大学遺伝子実験施設教授の杉田護らが知られる。教え子に産業技術総合研究所の高木優や廣瀬哲朗、名古屋大学遺伝子実験施設の小保方潤一、基礎生物学研究所の田中実らがいる。
趣味は写真撮影。

## 略歴
- 1955年：愛知県立岡崎高等学校卒業。
- 1960年：名古屋大学理学部生物学科卒業。名古屋大学大学院理学研究科入学（1963年休学、1966年退学）。
- 1963年：イリノイ大学植物学部研究員。
- 1965年：カリフォルニア大学サンディエゴ校生物学部研究員。
- 1966年：広島大学原爆放射線医学研究所生化学部門助手。
- 1967年：理学博士（名古屋大学）。「無細胞系におけるバクテリオファージφ×174の遺伝情報の発現」。 [3]
- 1968年：京都大学化学研究所分子生物学部門助手。
- 1972年：国立遺伝学研究所分子遺伝部室長。
- 1975年：カリフォルニア大学サンディエゴ校客員研究員。
- 1976年：バーゼル免疫学研究所客員研究員。同僚に、1987年ノーベル生理学・医学賞受賞の利根川進がいる。
- 1978年：国立遺伝学研究所微生物保存研究室室長併任。
- 1982年：名古屋大学理学部教授。
- 1984年：名古屋大学遺伝子実験施設教授。
- 1985年：中華人民共和国の復旦大学客員教授。
- 1986年：名古屋大学遺伝子実験施設長併任。
- 1990年：ストラスブール大学客員教授。
- 1993年：東京大学大学院理学系研究科教授併任。
- 1996年：ミュンヘン大学客員教授。
- 1998年：ミュンヘン大学客員教授。
- 2000年：名古屋大学名誉教授
- 2000年：名古屋市立大学教授、名古屋市立大学大学院システム自然科学研究科長、名古屋市立大学自然科学研究教育センター長を併任。
- 2000年：ストラスブール大学客員教授。
- 2005年：名古屋市立大学名誉教授。
- 2005年：名古屋市立大学大学院システム自然科学研究科葉緑体ゲノミックス研究グループリーダー。椙山女学園大学椙山人間学研究センター客員研究員。
- 2007年：名古屋市立大学特任教授。

## 主な受賞歴
- 1987年：遺伝学奨励賞
- 1991年：ドイツ自然科学アカデミー・レオポルディーナより「グレゴール・メンデル・メダル」
- 1995年：国際細胞共生学会より「ミーシャ・イシダ賞」
- 1997年：中日新聞社より「中日文化賞」[4]
- 1997年：日本遺伝学会より「木原賞」
- 1998年：東海テレビより「東海テレビ文化賞」
- 2004年：日本植物生理学会「第1回日本植物生理学会賞」
- 2007年：内閣総理大臣より「第1回みどりの学術賞」
- 2009年：文化功労者
- 2011年：瑞宝重光章[5]